# Lucy Gutteridge
Lucy Karima Gutteridge, född 28 november 1956 i Lewisham, London, är en brittisk skådespelare. Gutteridge nominerades till en Golden Globe för sin roll i miniserien Little Gloria... Happy at Last från 1982, där hon spelade Gloria Morgan Vanderbilt, mor till artisten Gloria Vanderbilt. Gutteridge har också bland annat medverkat i filmerna Top Secret! och En julsaga samt miniserien Tills vi möts igen.

## Filmografi i urval
- 1981 – De sju urens mysterium (TV-film)
- 1982 – Little Gloria... Happy at Last (Miniserie)
- 1982 – Nicholas Nickleby (TV-serie)
- 1983 – Tales of the Unexpected (TV-serie)
- 1984 – Top Secret!
- 1984 – En julsaga (TV-film)
- 1985 – Arthur the King
- 1987 – Den hemliga trädgården
- 1988 – Prinsen och mrs Simpson (TV-film)
- 1989 – Tills vi möts igen (Miniserie)